# Gut Schnega
Das Gut Schnega ist ein Rittergut und ehemalige Wasserburg des Herzogtums Braunschweig-Lüneburg in der Gemeinde Schnega im niedersächsischen Landkreis Lüchow-Dannenberg.

## Geschichte
Die Burg in Schnega war eine kurzlebige welfische Landesburg. 1322 erscheint ein Vogt zu Schnega in den Quellen, somit dürfte damals die Burg schon bestanden haben. Die Vogtei war vermutlich zu Beginn des 14. Jahrhunderts von Burg Warpke nach Schnega verlegt worden. 1328 erscheint die Burg erstmals ausdrücklich in den Quellen, als Herzog Otto von Braunschweig-Göttingen, Herr der Altmark, die Burg als Pfand für sein Wohlverhalten gegenüber Herzog Otto II. von Braunschweig-Lüneburg einsetzte. Im selben Jahr gestattete König Ludwig der Bayer die Verlegung der Burg Schnega an eine andere Stelle. Immer noch im selben Jahr erscheint die Burg ein drittes Mal in den Urkunden, als die Herzöge von Braunschweig-Lüneburg ihre Einwilligung gaben, die Burg Schnega zu brechen und stattdessen die Burg Warpke zu errichten.
Besitzer der Burg und des späteren Gutes waren zunächst die Grafschaft Lüchow, später die Herren von Bodenteich. Nach deren Aussterben 1666 kam es über die Herren von Hardenberg 1678 an den Landschaftsdirektor August Grote, dessen Nachfahren es heute noch besitzen; nach dem Tod des Ulrich Freiherr Grote (1905–1943) kam das Gut, das zur Ritterschaft des Fürstentums Lüneburg gehört, durch Eheschließung seiner Tochter Elke Freiin Grote (1937–2018) an die Familie von Reden in Wathlingen.

## Beschreibung
Von der ehemaligen Wasserburg ist heute nur noch der sogenannte „Schnegaer Zwinger“ erhalten. Dies ist der Unterteil eines Torturms mit zugesetzter Durchfahrt und einem nachträglich aufgesetzten Fachwerkobergeschoss. Weiteres kann zur ehemaligen Gestalt der Burg nicht ausgesagt werden.
Das heutige Herrenhaus des Gutes liegt auf einem flachen Hügel und präsentiert sich als ein zweigeschossiger Klinkerbau des ausgehenden 19. Jahrhunderts. Der Wassergraben um das Gut ist außer im Osten noch erhalten. Der Wirtschaftshof befand sich westlich des Gutes.